# Matrika Z (matematika)
Matrika Z je vrsta matrik, ki ima elemente, ki niso na glavni diagonali manjše ali enake 0. To pomeni, da za matriko Z velja:
{\displaystyle Z=(z_{ij});\quad z_{ij}\leq 0,\quad i\neq j\!\,.}
Dve podobni matriki sta matrika L in matrika M. Prva ima dodatni pogoj, da ima vse elemente na diagonali večje od 0, druga pa ima nekaj definicij. Ena izmed teh definicij pravi, da je matrika Z tista matrika M, ki je nesigularna in je njena obratna matrika nenegativna.